# IC 4397
IC 4397 — компактная вытянутая спиральная галактика типа Sbc в созвездии Волопас.
Этот объект входит в число перечисленных в оригинальной редакции «Нового общего каталога».